# هارثورن وینگو
هارثورن وینگو (انگلیسی: Harthorne Wingo؛ زادهٔ ۹ سپتامبر ۱۹۴۷) بازیکن بسکتبال اهل ایالات متحده آمریکا است.
از باشگاه‌هایی که در آن بازی کرده‌است می‌توان به نیویورک نیکس اشاره کرد.